# Devils Postpile National Monument
Devils Postpile National Monument is een federaal beschermd, 323 hectare groot natuurgebied in de Amerikaanse staat Californië. Het ligt in het uiterste noordoosten van Madera County in het oosten van de Sierra Nevada, dicht bij Mammoth Mountain.
Het nationaal monument beschermt Devil's Postpile, een bijzondere rotsformatie uit basaltkolommen. Devil's Postpile is gevormd door magma die langzaam afkoelde en zeshoekige palen vormde, een fenomeen dat op verschillende andere plaatsen in de wereld voorkomt zoals Giant's Causeway in Ierland en de Svartifoss-waterval in IJsland. Daarnaast omvat het park ook de Rainbowwaterval. Het park wordt doorkruist door zowel het John Muir Trail als het Pacific Crest Trail. Bijna het volledige gebied valt tevens onder de Ansel Adams Wilderness.

## Geschiedenis
In 1890 werden Devil's Postpile, Rainbow Falls, the Minarets en the Ritter Range bij Yosemite National Park gevoegd. In 1905 werd Devil's Postpile niet meer bij het park gerekend en werd het ook niet meer beschermd, omdat het zeer interessant was voor mijn- en houtbedrijven. In 1910 ontving Walter L. Huber, toen districtingenieur, een aanvraag tot toelating om Devils Postpile op te blazen en er een dam mee te bouwen. Dit stuitte op zoveel verzet dat Devils Postpile in 1911 een nationaal monument werd om het hiertegen te beschermen.